# Бломберг (Північний Рейн-Вестфалія)
Бломберг (нім. Blomberg) — місто в Німеччині, знаходиться в землі Північний Рейн-Вестфалія. Підпорядковується адміністративному округу Детмольд. Входить до складу району Ліппе.
Площа — 99,12 км2. Населення становить 15 093 ос. (станом на 31 грудня 2020).